# Campeonato Sudamericano de Baloncesto Sub-15 de 2012
El Campeonato Sudamericano de Baloncesto Sub-15 de 2012 corresponde a la XI edición del Campeonato Sudamericano de Baloncesto Sub-15, fue organizado por FIBA Americas. Fue disputado en el Campus Municipal de Maldonado en la ciudad de Maldonado, en el departamento del mismo nombre en Uruguay entre el 14 de mayo y el 19 de mayo de 2012 y los 3 mejores clasifican al Fiba Americas Sub-16 a realizarse en 2013

## Primera fase

### Grupo A
|   | Equipo   | Pts | J | G | P | PF  | PC  | Dif |
| - | -------- | --- | - | - | - | --- | --- | --- |
| 1 | Uruguay  | 6   | 3 | 3 | 0 | 206 | 132 | +74 |
| 2 | Brasil   | 5   | 3 | 2 | 1 | 199 | 174 | +25 |
| 3 | Colombia | 4   | 3 | 1 | 2 | 200 | 206 | -6  |
| 4 | Perú     | 3   | 3 | 0 | 3 | 94  | 187 | -93 |

| 14 de mayo, 19:00                                | Brasil                                           | 89 - 85                                          | Colombia                                 |  |
| Reporte                                          |                                                  |                                                  |                                          |  |
| Parciales: 18-20, 23-12, 14-18, 19-24 OT1= 15-11 | Parciales: 18-20, 23-12, 14-18, 19-24 OT1= 15-11 | Parciales: 18-20, 23-12, 14-18, 19-24 OT1= 15-11 | Campus Municipal de Maldonado, Maldonado |  |
| Rafael Cintra 17 puntos                          | Pts                                              | Hansel Giovanny Atencia 24 puntos                | Campus Municipal de Maldonado, Maldonado |  |
| Henrique Cerimelli 16 rebotes                    | Rebs                                             | Cristian Camilo Londoño 10 rebotes               | Campus Municipal de Maldonado, Maldonado |  |
| Gabriel Bonifacio 3 asistencias                  | Asists                                           | Hansel Giovanny Atencia 7 asistencias            | Campus Municipal de Maldonado, Maldonado |  |

| 14 de mayo, 21:15                 | Uruguay                           | 61 - 33                            | Perú                                     |  |
| Reporte                           |                                   |                                    |                                          |  |
| Parciales: 21-7, 12-12, 21-5, 7-9 | Parciales: 21-7, 12-12, 21-5, 7-9 | Parciales: 21-7, 12-12, 21-5, 7-9  | Campus Municipal de Maldonado, Maldonado |  |
| Martin Couñago 21 puntos          | Pts                               | Dieter Konrad Merzthal 7 puntos    | Campus Municipal de Maldonado, Maldonado |  |
| Facundo Nahuel Grolla 16 rebotes  | Rebs                              | Hernan Andres Goicochea 10 rebotes | Campus Municipal de Maldonado, Maldonado |  |
| Nicolas Comas 3 asistencias       | Asists                            | Bruno Sabuceti 3 asistencias       | Campus Municipal de Maldonado, Maldonado |  |

| 15 de mayo, 19:00                 | Brasil                            | 64 - 22                             | Perú                                     |  |
| Reporte                           |                                   |                                     |                                          |  |
| Parciales: 12-7, 18-7, 13-4, 21-4 | Parciales: 12-7, 18-7, 13-4, 21-4 | Parciales: 12-7, 18-7, 13-4, 21-4   | Campus Municipal de Maldonado, Maldonado |  |
| Henrique Cerimelli 11 puntos      | Pts                               | Renzo Martín Yáñez 6 puntos         | Campus Municipal de Maldonado, Maldonado |  |
| Rafael Cintra 16 rebotes          | Rebs                              | Renzo Martín Yáñez 8 rebotes        | Campus Municipal de Maldonado, Maldonado |  |
| Gabriel Bonifacio 5 asistencias   | Asists                            | Dieter Konrad Merzthal 1 asistencia | Campus Municipal de Maldonado, Maldonado |  |

| 15 de mayo, 21:00                    | Uruguay                              | 78 - 53                              | Colombia                                 |  |
| Reporte                              |                                      |                                      |                                          |  |
| Parciales: 20-11, 19-13, 17-21, 22-8 | Parciales: 20-11, 19-13, 17-21, 22-8 | Parciales: 20-11, 19-13, 17-21, 22-8 | Campus Municipal de Maldonado, Maldonado |  |
| Federico Baltasar 22 puntos          | Pts                                  | Daniel Ricardo García 14 puntos      | Campus Municipal de Maldonado, Maldonado |  |
| Facundo Nahuel Grolla 16 rebotes     | Rebs                                 | Cristian Camilo Londoño 8 rebotes    | Campus Municipal de Maldonado, Maldonado |  |
| Federico Baltasar 9 asistencias      | Asists                               | Federico Machado 3 asistencias       | Campus Municipal de Maldonado, Maldonado |  |

| 16 de mayo, 19:00                   | Perú                                | 39 - 62                             | Colombia                                 |  |
| Reporte                             |                                     |                                     |                                          |  |
| Parciales: 10-17, 7-11, 9-20, 13-14 | Parciales: 10-17, 7-11, 9-20, 13-14 | Parciales: 10-17, 7-11, 9-20, 13-14 | Campus Municipal de Maldonado, Maldonado |  |
| Dieter Konrad Merzthal 17 puntos    | Pts                                 | Hansel Giovanny Atencia 24 puntos   | Campus Municipal de Maldonado, Maldonado |  |
| Hernan Andres Goicochea 11 rebotes  | Rebs                                | Santiago Pérez 12 rebotes           | Campus Municipal de Maldonado, Maldonado |  |
| Bruno Sabuceti 4 asistencias        | Asists                              | Santiago Pérez 6 asistencias        | Campus Municipal de Maldonado, Maldonado |  |

| 16 de mayo, 21:00                  | Uruguay                            | 67 - 46                            | Brasil                                   |  |
| Reporte                            |                                    |                                    |                                          |  |
| Parciales: 8-10, 13-8, 19-20, 27-8 | Parciales: 8-10, 13-8, 19-20, 27-8 | Parciales: 8-10, 13-8, 19-20, 27-8 | Campus Municipal de Maldonado, Maldonado |  |
| Federico Baltasar 21 puntos        | Pts                                | Rafael Cintra 16 puntos            | Campus Municipal de Maldonado, Maldonado |  |
| Santiago Massa 14 rebotes          | Rebs                               | Rafael Cintra 13 rebotes           | Campus Municipal de Maldonado, Maldonado |  |
| Federico Baltasar 5 asistencias    | Asists                             | Thales Pessoa 2 asistencias        | Campus Municipal de Maldonado, Maldonado |  |

### Grupo B
|   | Equipo                      | Pts | J | G | P | PF  | PC  | Dif  |
| - | --------------------------- | --- | - | - | - | --- | --- | ---- |
| 1 | Argentinan=left\| Venezuela | 4   | 3 | 1 | 2 | 198 | 195 | +3   |
| 4 | Paraguay                    | 3   | 3 | 0 | 3 | 138 | 249 | -111 |

| 14 de mayo, 15:00                      | Venezuela                            | 91 - 56                                | Paraguay                                 |  |
| Reporte                                |                                      |                                        |                                          |  |
| Parciales: 26-15, 19-7, 18-18, 28-16   | Parciales: 26-15, 19-7, 18-18, 28-16 | Parciales: 26-15, 19-7, 18-18, 28-16   | Campus Municipal de Maldonado, Maldonado |  |
| Sergio Miguel Mijares 22 puntos        | Pts                                  | Gustavo Alejandro Arguello 20 puntos   | Campus Municipal de Maldonado, Maldonado |  |
| Adrian Alejandro Espinoza 14 rebotes   | Rebs                                 | Gustavo Alejandro Arguello 12 rebotes  | Campus Municipal de Maldonado, Maldonado |  |
| Daniel Eduardo Garmendia 4 asistencias | Asists                               | Carlo Sebastian Ciciolli 2 asistencias | Campus Municipal de Maldonado, Maldonado |  |

| 14 de mayo, 17:00                     | Chile                             | 25 - 71                           | Argentina                                |  |
| Reporte                               |                                   |                                   |                                          |  |
| Parciales: 6-10, 7-13, 5-29, 7-19     | Parciales: 6-10, 7-13, 5-29, 7-19 | Parciales: 6-10, 7-13, 5-29, 7-19 | Campus Municipal de Maldonado, Maldonado |  |
| Dante Manuel Bahamonde 12 puntos      | Pts                               | Christian Boudet 22 puntos        | Campus Municipal de Maldonado, Maldonado |  |
| Ignacio Antonio Herrera 8 rebotes     | Rebs                              | Christian Boudet 10 rebotes       | Campus Municipal de Maldonado, Maldonado |  |
| Ignacio Antonio Herrera 4 asistencias | Asists                            | Guillermo Aliende 3 asistencias   | Campus Municipal de Maldonado, Maldonado |  |

| 15 de mayo, 15:00                    | Venezuela                            | 62 - 65                              | Chile                                    |  |
| Reporte                              |                                      |                                      |                                          |  |
| Parciales: 7-15, 13-18, 26-16, 16-16 | Parciales: 7-15, 13-18, 26-16, 16-16 | Parciales: 7-15, 13-18, 26-16, 16-16 | Campus Municipal de Maldonado, Maldonado |  |
| Sergio Miguel Mijares 18 puntos      | Pts                                  | Dante Manuel Bahamonde 20 puntos     | Campus Municipal de Maldonado, Maldonado |  |
| Arturo Alejandro Arrieta 12 rebotes  | Rebs                                 | Diego Francisco Low 18 rebotes       | Campus Municipal de Maldonado, Maldonado |  |
| Angel Manuel Blanco 2 asistencias    | Asists                               | Nicolas Felipe Aguirre 4 asistencias | Campus Municipal de Maldonado, Maldonado |  |

| 15 de mayo, 17:00                  | Argentina                          | 96 - 29                             | Paraguay                                 |  |
| Reporte                            |                                    |                                     |                                          |  |
| Parciales: 18-6, 23-11, 28-6, 27-6 | Parciales: 18-6, 23-11, 28-6, 27-6 | Parciales: 18-6, 23-11, 28-6, 27-6  | Campus Municipal de Maldonado, Maldonado |  |
| Christian Boudet 16 puntos         | Pts                                | Marco Luigi De Felice 19 puntos     | Campus Municipal de Maldonado, Maldonado |  |
| Jeffrey Merchant 11 rebotes        | Rebs                               | Mario Marcelo Mereles 5 rebotes     | Campus Municipal de Maldonado, Maldonado |  |
| Guillermo Aliende 8 asistentes     | Asists                             | Mario Marcelo Mereles 1 asistencias | Campus Municipal de Maldonado, Maldonado |  |

| 16 de mayo, 15:00                    | Chile                                | 62 - 53                              | Paraguay                                 |  |
| Reporte                              |                                      |                                      |                                          |  |
| Parciales: 28-13, 5-12, 16-18, 13-10 | Parciales: 28-13, 5-12, 16-18, 13-10 | Parciales: 28-13, 5-12, 16-18, 13-10 | Campus Municipal de Maldonado, Maldonado |  |
| Javier Ignacio Barra 15 puntos       | Pts                                  | Carlo Sebastian Ciciolli 18 puntos   | Campus Municipal de Maldonado, Maldonado |  |
| Javier Ignacio Barra 14 rebotes      | Rebs                                 | Juan Antonio Amarilla 9 rebotes      | Campus Municipal de Maldonado, Maldonado |  |
| Dante Manuel Bahamonde 9 asistencias | Asists                               | Jorge Darío Martínez 5 asistencias   | Campus Municipal de Maldonado, Maldonado |  |

| 16 de mayo, 17:00              | Argentina       | 74 - 45                             | Venezuela                                |  |
| Reporte                        |                 |                                     |                                          |  |
| Parciales: 20-6                | Parciales: 20-6 | Parciales: 20-6                     | Campus Municipal de Maldonado, Maldonado |  |
| Christian Boudet 2 asistencias | Asists          | Sergio Miguel Mijares 3 asistencias | Campus Municipal de Maldonado, Maldonado |  |

### 5 al 8 lugar
| 17 de mayo, 19:00                     | Colombia                              | 78 - 60                               | Paraguay                                 |  |
| Reporte                               |                                       |                                       |                                          |  |
| Parciales: 21-16, 14-12, 15-18, 28-14 | Parciales: 21-16, 14-12, 15-18, 28-14 | Parciales: 21-16, 14-12, 15-18, 28-14 | Campus Municipal de Maldonado, Maldonado |  |
| Andres Miguel Deluque 25 puntos       | Pts                                   | Carlo Sebastian Ciciolli 22 puntos    | Campus Municipal de Maldonado, Maldonado |  |
| Cristian Camilo Londoño 18 rebotes    | Rebs                                  | Gustavo Alejandro Arguello 7 rebotes  | Campus Municipal de Maldonado, Maldonado |  |
| Hansel Giovanny Atencia 4 asistencias | Asists                                | Jorge Darío Martínez 4 asistencias    | Campus Municipal de Maldonado, Maldonado |  |

| 17 de mayo, 21:00                    | Venezuela                            | 80 - 45                              | Perú                                     |  |
| Reporte                              |                                      |                                      |                                          |  |
| Parciales: 18-15, 17-10, 25-7, 20-13 | Parciales: 18-15, 17-10, 25-7, 20-13 | Parciales: 18-15, 17-10, 25-7, 20-13 | Campus Municipal de Maldonado, Maldonado |  |
| Angel Manuel Blanco 18 puntos        | Pts                                  | Renzo Martín Yáñez 11 puntos         | Campus Municipal de Maldonado, Maldonado |  |
| Carlos Daniel Torres 8 rebotes       | Rebs                                 | Gabriel Arturo Jessen 9 rebotes      | Campus Municipal de Maldonado, Maldonado |  |
| Angel Manuel Blanco 4 asistencias    | Asists                               | Gabriel Arturo Jessen 2 asistencias  | Campus Municipal de Maldonado, Maldonado |  |

### Partido por el 7 lugar
| 18 de mayo, 15:00                     | Paraguay                              | 57 - 49                               | Perú                                     |  |
| Reporte                               |                                       |                                       |                                          |  |
| Parciales: 14-13, 15-12, 11-11, 17-13 | Parciales: 14-13, 15-12, 11-11, 17-13 | Parciales: 14-13, 15-12, 11-11, 17-13 | Campus Municipal de Maldonado, Maldonado |  |
| Jorge Darío Martínez 16 puntos        | Pts                                   | Hernan Andres Goicochea 12 puntos     | Campus Municipal de Maldonado, Maldonado |  |
| Gustavo Alejandro Arguello 13 rebotes | Rebs                                  | Dieter Konrad Merzthal 16 rebotes     | Campus Municipal de Maldonado, Maldonado |  |
| Jorge Darío Martínez 8 asistencias    | Asists                                | Bruno Sabuceti 7 asistencias          | Campus Municipal de Maldonado, Maldonado |  |

### Partido por el 5 lugar
| 18 de mayo, 17:00                     | Colombia                              | 61 - 66                                | Venezuela                                |  |
| Reporte                               |                                       |                                        |                                          |  |
| Parciales: 15-23, 23-10, 11-17, 12-16 | Parciales: 15-23, 23-10, 11-17, 12-16 | Parciales: 15-23, 23-10, 11-17, 12-16  | Campus Municipal de Maldonado, Maldonado |  |
| Andres Miguel Deluque 20 puntos       | Pts                                   | Angel Manuel Blanco 16 puntos          | Campus Municipal de Maldonado, Maldonado |  |
| Cristian Camilo Londoño 18 rebotes    | Rebs                                  | Adrian Alejandro Espinoza 9 rebotes    | Campus Municipal de Maldonado, Maldonado |  |
| Hansel Giovanny Atencia 2 asistencias | Asists                                | Daniel Eduardo Garmendia 2 asistencias | Campus Municipal de Maldonado, Maldonado |  |

## Fase final

### Semifinal
| 18 de mayo, 19:00                 | Argentina                         | 73 - 30                              | Brasil                                   |  |
| Reporte                           |                                   |                                      |                                          |  |
| Parciales: 19-6, 19-8, 14-7, 21-9 | Parciales: 19-6, 19-8, 14-7, 21-9 | Parciales: 19-6, 19-8, 14-7, 21-9    | Campus Municipal de Maldonado, Maldonado |  |
| Christian Boudet 16 puntos        | Pts                               | Walisson Vinicius Guilherme 6 puntos | Campus Municipal de Maldonado, Maldonado |  |
| Christian Boudet 9 rebotes        | Rebs                              | Felipe Sousa 7 rebotes               | Campus Municipal de Maldonado, Maldonado |  |
| Christian Boudet 4 asistencias    | Asists                            | Henrique Cerimelli 2 asistencias     | Campus Municipal de Maldonado, Maldonado |  |

| 18 de mayo, 21:00                  | Uruguay                            | 61 - 35                              | Chile                                    |  |
| Reporte                            |                                    |                                      |                                          |  |
| Parciales: 13-11, 20-7, 11-8, 17-9 | Parciales: 13-11, 20-7, 11-8, 17-9 | Parciales: 13-11, 20-7, 11-8, 17-9   | Campus Municipal de Maldonado, Maldonado |  |
| Santiago Massa 17 puntos           | Pts                                | Ignacio Antonio Herrera 7 puntos     | Campus Municipal de Maldonado, Maldonado |  |
| Santiago Massa 9 rebotes           | Rebs                               | Diego Francisco Low 10 rebotes       | Campus Municipal de Maldonado, Maldonado |  |
| Martin Couñago 3 asistencias       | Asists                             | Nicolas Felipe Aguirre 3 asistencias | Campus Municipal de Maldonado, Maldonado |  |

### Partido por el 3 lugar
| 19 de mayo, 19:00                     | Chile                                 | 64 - 61                                | Brasil                                   |  |
| Reporte                               |                                       |                                        |                                          |  |
| Parciales: 16-15, 14-19, 19-15, 15-12 | Parciales: 16-15, 14-19, 19-15, 15-12 | Parciales: 16-15, 14-19, 19-15, 15-12  | Campus Municipal de Maldonado, Maldonado |  |
| Nicolas Felipe Aguirre 16 puntos      | Pts                                   | Walisson Vinicius Guilherme 19 puntos  | Campus Municipal de Maldonado, Maldonado |  |
| Javier Ignacio Barra 19 rebotes       | Rebs                                  | Rafael Cintra 15 rebotes               | Campus Municipal de Maldonado, Maldonado |  |
| Nicolas Felipe Aguirre 5 asistencias  | Asists                                | Felipe Fernandes Antunes 4 asistencias | Campus Municipal de Maldonado, Maldonado |  |

### Final
| 19 de mayo, 21:00                     | Uruguay                               | 44 - 63                               | Argentina                                |  |
| Reporte                               |                                       |                                       |                                          |  |
| Parciales: 10-13, 11-14, 12-14, 11-22 | Parciales: 10-13, 11-14, 12-14, 11-22 | Parciales: 10-13, 11-14, 12-14, 11-22 | Campus Municipal de Maldonado, Maldonado |  |
| Facundo Nahuel Grolla 12 puntos       | Pts                                   | Agustín Mas Delfino 15 puntos         | Campus Municipal de Maldonado, Maldonado |  |
| Federico Baltasar 8 rebotes           | Rebs                                  | Christian Boudet 13 rebotes           | Campus Municipal de Maldonado, Maldonado |  |
| Federico Baltasar 3 asistencias       | Asists                                | Christian Boudet 5 asistencias        | Campus Municipal de Maldonado, Maldonado |  |

| Argentina         |
| Campeón Argentina |
| Octavo Título     |

## Clasificación
| Posición | Equipo    |
| -------- | --------- |
| 1        | Argentina |
| 2        | Uruguay   |
| 3        | Chile     |
| 4        | Brasil    |
| 5        | Venezuela |
| 6        | Colombia  |
| 7        | Paraguay  |
| 8        | Perú      |

## Clasificados al FIBA Americas Sub-16 2013
| Bandera de Argentina | Bandera de Uruguay | Bandera de Chile |
| Argentina            | Uruguay            | Chile            |
| -------------------- | ------------------ | ---------------- |